# Posteal Laskey
Posteal Laskey Jr. (ur. 1938, zm. 29 czerwca 2007 w Scioto Township) – amerykański seryjny morderca zwany Dusicielem z Cincinnati. W latach 1965–1966 zamordował 7 kobiet. 
W okresie od października 1965 roku do grudnia 1966 roku na terenie Cincinnati doszło do serii siedmiu morderstw, dokonanych na kobietach. Ofiary były w wieku 31-81 lat. Wszystkie morderstwa zostały dokonane na tle seksualnym. Ofiary zostały zgwałcone, a sprawca skradł należące do nich kosztowności. Morderca dusił kobiety za pomocą sznurka lub sznurówek. Jak ustalili śledczy, morderca nawiązywał kontakt ze swoimi ofiarami, prosząc je o wskazanie drogi do określonego miejsca. Gdy ofiary traciły czujność, sprawca atakował. Większość ofiar zginęła w swoich domach, dwie zaś w parkach. Świadkowie widzieli na miejscu młodego, niskiego, czarnoskórego mężczyznę. 
Czwarta ofiara była widziana po raz ostatni, gdy wsiadała do taksówki; nazajutrz znaleziono ją martwą. Wówczas śledztwo skupiło się na czarnoskórych taksówkarzach, pracujących w Cincinnati. Jednym z podejrzanych stał się taksówkarz Posteal Laskey, który w 1958 roku został skazany za przestępstwo seksualne. Z braku dowodów został zatrzymany dopiero po siódmym morderstwie, w grudniu 1966 roku. Świadkowie wskazali Laskeya jako osobnika widzianego na miejscach zbrodni. 
W marcu 1967 roku, Laskey został skazany na karę śmierci, jednak wyrok został później zmieniony na dożywocie. Laskey zmarł w więzieniu Pickaway Correctional Institution w czerwcu 2007 roku.

## Ofiary Laskeya
| Lp. | Ofiara             | Wiek | Data                 |
| --- | ------------------ | ---- | -------------------- |
| 1.  | Emogene Harrington | 56   | 2 grudnia 1965       |
| 2.  | Lois Dant          | 58   | 4 kwietnia 1966      |
| 3.  | Jeannette Messer   | 56   | 10 czerwca 1966      |
| 4.  | Barbara Bowman     | 31   | 14 sierpnia 1966     |
| 5.  | Carl Hochhausler   | 51   | 12 października 1966 |
| 6.  | Rose Winstsel      | 81   | 20 października 1966 |
| 7.  | Lula Kerrick       | 80   | 9 grudnia 1966       |